# Ausa (Hordaland)
Pour les articles homonymes, voir Ausa.
Ausa ou Auso est une île norvégienne du comté de Hordaland appartenant administrativement à Øygarden.

## Description
Rocheuse et désertique, à fleur d'eau, elle s'étend sur environ 91 m de longueur pour une largeur approximative de 47 m.